# Extraterrestrisch
Extraterrestrisch (von lateinisch extra ‚außerhalb‘ und terra ‚Erde‘) bezeichnet – als Abgrenzung zu terrestrisch – außerirdisch. Das ganze Universum mit Ausnahme der Erde samt ihrer Atmosphäre ist damit extraterrestrisch.

## Beispiele
Als extraterrestrisch werden in der Astronomie Himmelskörper bezeichnet, die sich außerhalb des Planeten Erde einschließlich seiner Atmosphäre befinden oder dort ihren Ursprung haben. Das betrifft auch andere terrestrische (erdähnliche) Planeten und einzelne Merkmale wie extraterrestrische Ozeane. Die extraterrestrische Physik beschäftigt sich mit physikalischen Phänomenen außerhalb der Erde und ist eng verwandt mit der Astrophysik. Extraterrestrische Sonnenstrahlung hat bei einem Sonnenabstand, der dem mittleren Sonnenabstand der Erde entspricht, eine Flächenleistungsdichte von der Größe der Solarkonstante, ohne die Wechselwirkung mit der Erdatmosphäre. Astronomische Objekte, deren Ursprung nicht im Sonnensystem liegt, werden auch als extrasolar bezeichnet. So werden Planeten, die ein anderes Zentralgestirn als die Sonne umkreisen, als extrasolare Planeten bezeichnet.
Verwendet wird extraterrestrisch auch im Zusammenhang mit möglicherweise existierendem außerirdischen Leben, das in der Exobiologie und in Science-Fiction-Literatur und -Filmen eine Rolle spielt. Eins der bekanntesten Beispiele dieser Verwendung ist der Film E.T. – Der Außerirdische, der die Abkürzung des Wortes enthält.